# حسن اکبرزاده
حسن اکبرزاده (زاده ۳ فروردین ۱۳۰۶ رشت – درگذشته ۳ فروردین ۱۳۹۹ پاریس) پژوهشگر و ریاضی‌دان ایرانی بود.

## زندگی و تحصیلات
اکبرزاده دیپلم متوسطه در رشته ریاضی با درجه ممتاز وارد دانشگاه تهران شد و با احراز مقام اول، موفق به دریافت مدال درجهٔ یک علمی شد و تحصیلات خود را در ایران به پایان رسانید؛ و در سال ۱۹۵۰ با کسب رتبه نخست رشته ریاضی موفق به دریافت مدال درجهٔ یک علمی شد. سپس برای ادامهٔ تحصیلات راهی فرانسه شد. وی توانست پس از گذراندن ریاضیات عمومی، مکانیک استدلالی، حساب جامعه و فاصله و هندسهٔ عالی، از دانشگاه سوربن مدرک کارشناسی خود را دریافت کند. یک سال بعد با دریافت گواهینامهٔ ارشد آنالیز عالی، رسالهٔ دکترای خود را در علوم ریاضی از سر گرفت و در سال ۱۹۶۱ میلادی موفق به دریافت دکترا از این دانشگاه شد. پایان‌نامه دکترای هشتاد صفحه‌ای او در مجلهٔ دانشسرای عالی فرانسه به چاپ رسید.
بنده با اینکه شاگرد اول لیسانس ریاضی دانشگاه تهران بودم و برای ادامه تحصیل به پلی تکنیک فرانسه رفتم، بار دیگر لیسانس گرفتم زیرا دانشگاه‌های ما دانشجویی بار نمی‌آورد که استقلال علمی داشته باشد.
او پس از اخذ مجدد لیسانس ریاضی از دانشگاه سوربن پاریس و همچنین گواهینامه آنالیز عالی، برای فوق لیسانس در مورد نظریه نسبیت عمومی انیشتین تحقیق کرد و دربارهٔ هندسه دیفرانسیل و فضاهای ریمان بعد از ۳ سال تحقیق، اکتشافات خود را در قالب ده‌ها مقاله در مجله آکادمی علوم پاریس به ثبت رسانید.
اکبرزاده از سال ۱۹۵۷ میلادی به عنوان وابسته تحقیقات در مؤسسه معروف تحقیقاتی کلژدوفرانس پذیرفته شد و بعد از ۴ سال رساله دکترای دولتی در علوم ریاضی را در دانشگاه سوربن به پایان رسانید. او پس از طی مدارج مأمور تحقیقات و استاد تحقیقات، نزدیک چهل سال به عنوان رئیس تحقیقات دراین مؤسسه بین‌المللی مشغول به کار بوده‌است. از وی بیش از ۵۰ کتاب، مقاله و پژوهش در اروپا و آمریکا به چاپ رسیده است.

## فعالیت‌ها
اکبرزاده در سپتامبر ۱۹۹۲ از سوی مرکز تحقیقات علمی فرانسه مدال درجه یک علمی دریافت کرد. وی از ماه اکتبر ۱۹۵۷ تاکنون به عنوان مأمور، استاد و رئیس بخش تحقیقات با مرکز رسمی مرکز ملی پژوهش‌های علمی فرانسه و لابراتوار کلژ دو فرانس پاریس همکاری می‌کند.
وی تا کنون در سمینارها و کنفرانسهای علمی متعددی شرکت داشته و به عنوان سخنران به کشورهای مختلفی سفر کرده‌است. از جمله مهم‌ترین دستاوردهای او می‌توان به آثاری که در زمینهٔ هندسهٔ Finslerian Geometry منتشر کرده، اشاره نمود.
از وی بیش ازپ کتاب، مقاله و پژوهش در اروپا و آمریکا به چاپ رسیده‌است. آخرین مقالهٔ او با عنوان «عمومیتی از فضاهای اینشتین» در مجلهٔ Journal of Geometry and Physics منتشر شده‌است. از جمله کتابهای معروف وی نیز می‌توان به Initiation to Global Finslerian Geometry اشاره کرد.
سید محمد خاتمی، رئیس‌جمهور سابق ایران در سفری که به استان گیلان، زادگاه حسن اکبرزاده داشت، از او به عنوان یکی از دانشمندان برجستهٔ استان یاد کرد.

تندیس این ریاضیدان و پژوهشگر گیلانی در سبزه میدان شهر رشت به چشم می‌خورد.

### تأسیس انسیتو تحقیقاتی و پژوهشی علوم پایه رشت
اکبرزاده در تیرماه ۱۳۹۳ ضمن دیدار با استاندار گیلان به منظور تأسیس انسیتو تحقیقاتی علوم پایه در رشت اعلام آمادگی کردو اظهار امیدواری کرد این مرکز تحقیقاتی طبق الگوی مرکز تحقیقاتی پلی تکنیک فرانسه که وی سال‌ها سابقه فعالیت در آن مرکز را دارد ساخته شود.

## درگذشت
حسن اکبرزاده در صبح روز ۳ فروردین ۱۳۹۹ در سن ۹۳ سالگی در پاریس درگذشت.